# Phaloria nigricollis
Phaloria nigricollis är en insektsart som beskrevs av Desutter-grandcolas 2009. Phaloria nigricollis ingår i släktet Phaloria och familjen syrsor. Inga underarter finns listade i Catalogue of Life.